# Трахеит
Трахеит (на латински: Tracheitis) се нарича възпаление на лигавицата на трахеята. Причините за възникването и развитието му могат да бъдат от различно естество – бактерии, вируси, преохлаждане, силна замърсеност и запрашеност на въздуха и други.
Трахеитът представлява симптом на заболявания като инфекциозен ринотрахеит при котките и в резултат на усложнения на някои инфекциозни заболявания. Признаците, които съпътстват трахеита са треска, кашлица, затруднено дишане, хрипове при дишане и други.